# WASP-39 b
WASP-39 b, ufficialmente Bocaprins, è un pianeta extrasolare di tipo "gioviano caldo" situato nella costellazione della Vergine, a circa 700 anni luce di distanza dalla terra. Scoperto nel 2011 dal progetto WASP, ha suscitato particolare interesse per il considerevole contenuto di acqua nella sua atmosfera.
Ulteriori studi basati su successive osservazioni effettuate con il telescopio spaziale Hubble integrati con quelle precedenti del telescopio spaziale Spitzer e del Very Large Telescope dell'ESO hanno consentito di creare un'analisi atmosferica incredibilmente dettagliata dell'esopianeta WASP-39 b.

## Stella madre
WASP-39, che ha ricevuto il nome proprio di Malmok, è una stella di classe spettrale G8, leggermente meno massiccia del Sole, con una massa che è il 93% di quella solare mentre il suo raggio è di 0,9 R⊙. La temperatura superficiale della stella è di circa 5400 kelvin ed è più carente di metalli rispetto al Sole. L'assenza di litio nel suo spettro, la bassa velocità di rotazione e la totale mancanza di attività stellare suggeriscono che si tratta di una stella relativamente vecchia, ben più del Sole.

## Caratteristiche
WASP-39 b è un gigante gassoso con una massa paragonabile a quella di Saturno che orbita ad appena 7 milioni di chilometri dalla stella madre, in un periodo di 4 giorni. A quella distanza la sua temperatura negli strati superficiali è superiore ai 1100 K, inoltre il forte irraggiamento che riceve ha "gonfiato" la sua atmosfera espandendo il suo diametro fino a 1,27 volte quello di Giove, e con una densità di appena 0,14 g/cm³ si tratta di uno dei pianeti meno densi conosciuti.
WASP-39 b è uno degli obiettivi scientifici del telescopio spaziale James Webb. Molecole di acqua erano già state rilevate nel 2018 nella sua atmosfera tramite i telescopi Hubble e Spitzer, mentre le prime osservazioni con il JWST hanno permesso di rilevare per la prima volta anidride solforosa e anidride carbonica nell'atmosfera di un pianeta al di fuori del sistema solare, indicando l'esistenza di processi fotochimici nell'atmosfera.